# ウガンダ保護領

ウガンダ保護領
Protectorate of Uganda (英語)

国歌: 
God Save the Queen（英語）
女王陛下万歳（1894年 - 1901年、1952年 - 1962年）

God Save the King（英語）
国王陛下万歳（1901年 - 1952年）

ウガンダ保護領の位置（1906年）

ウガンダ保護領（ウガンダほごりょう、英語: Protectorate of Uganda）は、ウガンダに於けるイギリスの保護領である。
1893年に帝国イギリス東アフリカ会社は、主にウガンダ王国からなる地域の支配権をイギリス政府に移譲した。1894年に保護領が設立され、領域は現在のウガンダとほぼ一致する地域まで拡大された。1962年にイギリスから独立した。
後にウガンダ共和国となる。